# Гуменко, Иван Антонович
Иван Антонович Гуменко (1869 — ?) — рабочий, депутат Государственной думы II созыва от Киевской губернии.

## Биография

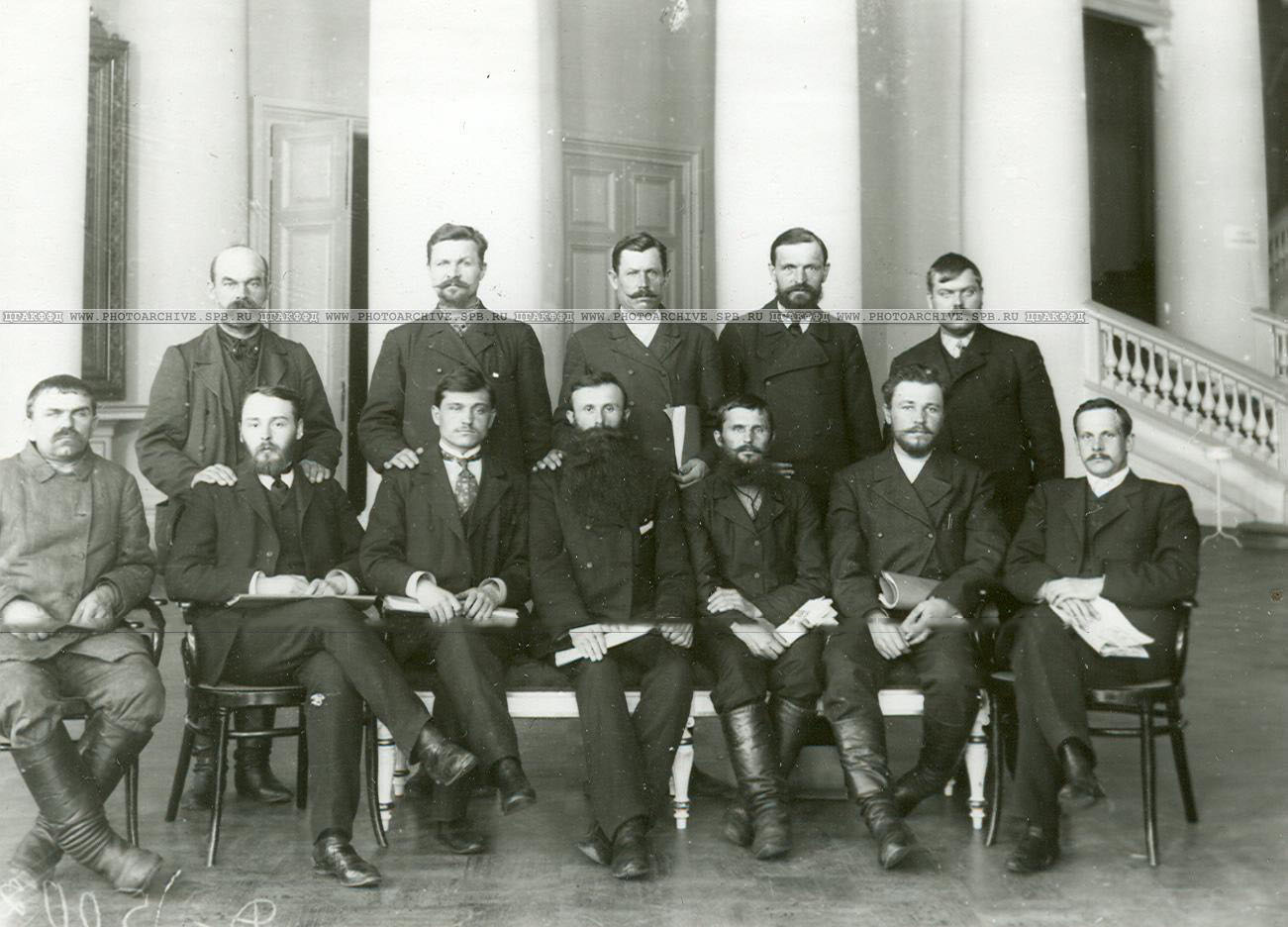
Депутаты 2-й Государственной думы от Киевской губернии. Стоят: Нечитайло С. В., Маляренко К. Е., Военный М. Ф., Михайлюк И. А., Снигирь П. Ф.; сидят: Чеповенко З. Я., Кириенко И. И., Вовчинский М. Н., Гуменко И. А., Сахно В. Г., Краселюк И. Н., Фёдоров Г. Г.

Национальность определялась как "русский". По сословию мещанин. Получил только начальное образование. Служил «рабочим при машинах» на Черкасском сахаро-рафинадном заводе. Владел 2 десятинами земли. Вошёл в состав Российской социал-демократической рабочей партии.
6 февраля 1907 избран во Государственную думу II созыва от общего состава выборщиков Киевского губернского избирательного собрания. Вошёл в состав Социал-демократической фракции. Членом думских комиссий не был. Проходил по делу о Социал-демократической фракции. 22 ноября — 1 декабря был под судом в особом присутствии Сената по процессу социал-демократической фракции. В числе 11 подсудимых был оправдан «по недоказанности их виновности».
Дальнейшая судьба и дата смерти неизвестны.

### Рекомендуемые источники
- Российский государственный исторический архив. Фонд 1278. Опись 1 (2-й созыв). Дело 603. Лист 17.